# Hjalmar Westerberg
Hjalmar Westerberg var en svensk författare, målare och tecknare verksam under senare delen av 1800-talet. Westerberg är representerad vid Nationalmuseum med ett månskenslandskap.